# (35445) 1998 CY
1998 سي واي (ويعرف أيضًا باسم (35445) 1998 سي واي وفق تسمية الكوكب الصغير) (بالإنجليزية: 1998 CY)‏ هو كويكب ضمن حزام الكويكبات؛ وترتيبه 35445 من حيث الاكتشاف.
اكتُشف هذا الجُرم الفلكي بواسطة Zdeněk Moravec ‏ في 5 فبراير 1998.

## وصلات خارجية
- (35445) 1998 CY في قاعدة بيانات مختبر الدفع النفاث لأجرام النظام الشمسي الصغيرة

- الاكتشاف · مخطط المدار ·  العناصر المدارية · المعلمات المادية

- (35445) 1998 CY على موقع ويكي سكاي: DSS2, SDSS, GALEX, IRAS, Hydrogen α, X-Ray, Astrophoto, Sky Map, Articles and images